# Carl Espen
Carl Espen Thorbjørnsen, conosciuto semplicemente come Carl Espen (Bergen, 15 luglio 1982), è un cantante norvegese.
Il 9 marzo 2014 ha presentato la sua canzone Silent Storm alle selezioni del Melodi Grand Prix 2014, accedendo alla finale, che si è tenuta sei giorni dopo presso l'Oslo Spektrum: la vittoria gli ha permesso di rappresentare la Norvegia all'Eurovision Song Contest 2014. La canzone è arrivata in finale, piazzandosi poi all'ottavo posto.